# 制造业

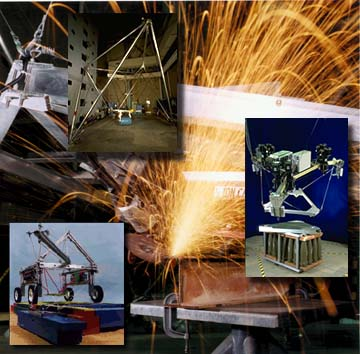
制造业

製造業（英語：manufacturing）是透過勞動人力、機器、工具、生物化學反應或配方將原物料加工製造、生產成可供使用或銷售的製成品或最終產品的工業门类，與冶炼、能源生产、建筑业和食品加工业一起在產業分類中同屬第二產業。「製造」一词在狭义上通常指製造工程或製造流程，泛指投入各種不同程度的勞動人力（舉凡從手工藝到高科技皆是），但在宏观经济学上多半是指工業化的量產，也就是大規模的將原物料製作成最終成品以降低製造成本并提高生產效率。制造业还可以根据其对生产资料和基础设施的倚重程度细分为轻工制造和重工制造两类，所生产的成品可再製作成其他製造商的生產原料或是其他更複雜的產品，像是飛機、家電、家具、運動用品或汽車等；或也可能就賣給批發商，由批發商再將貨品賣給零售商，最後再由零售商賣給終端用戶或是消費者。
現代的製造業包括了所有配合生產需求的半成品製程以及整合產品各部份的集成製造流程，涵蓋的領域與工程及工業設計之間有著密切的協作關係。在各種類型的經濟體制和系統下都存在有製造業，自由市場經濟體中的製造業通常大量生產產品，銷售給消費者以賺取價差、利潤。而集體主義下的製造業，一般是由中央政府統籌規劃的計劃經濟所管控。混合型經濟體制下的製造業，則是會受到一定程度的相關法規所限制。

## 歷史變遷

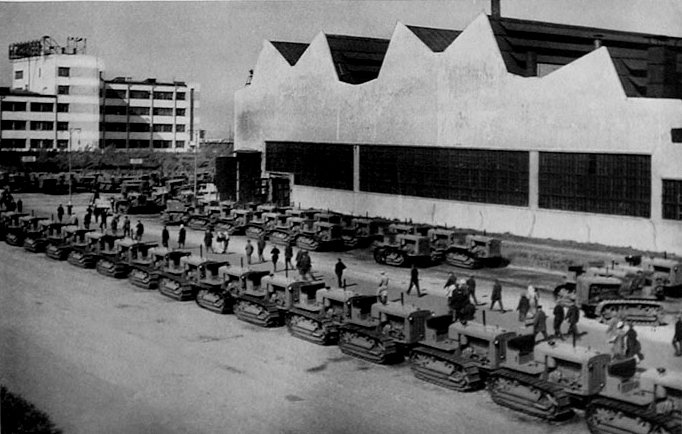
1930年－拖拉機工廠

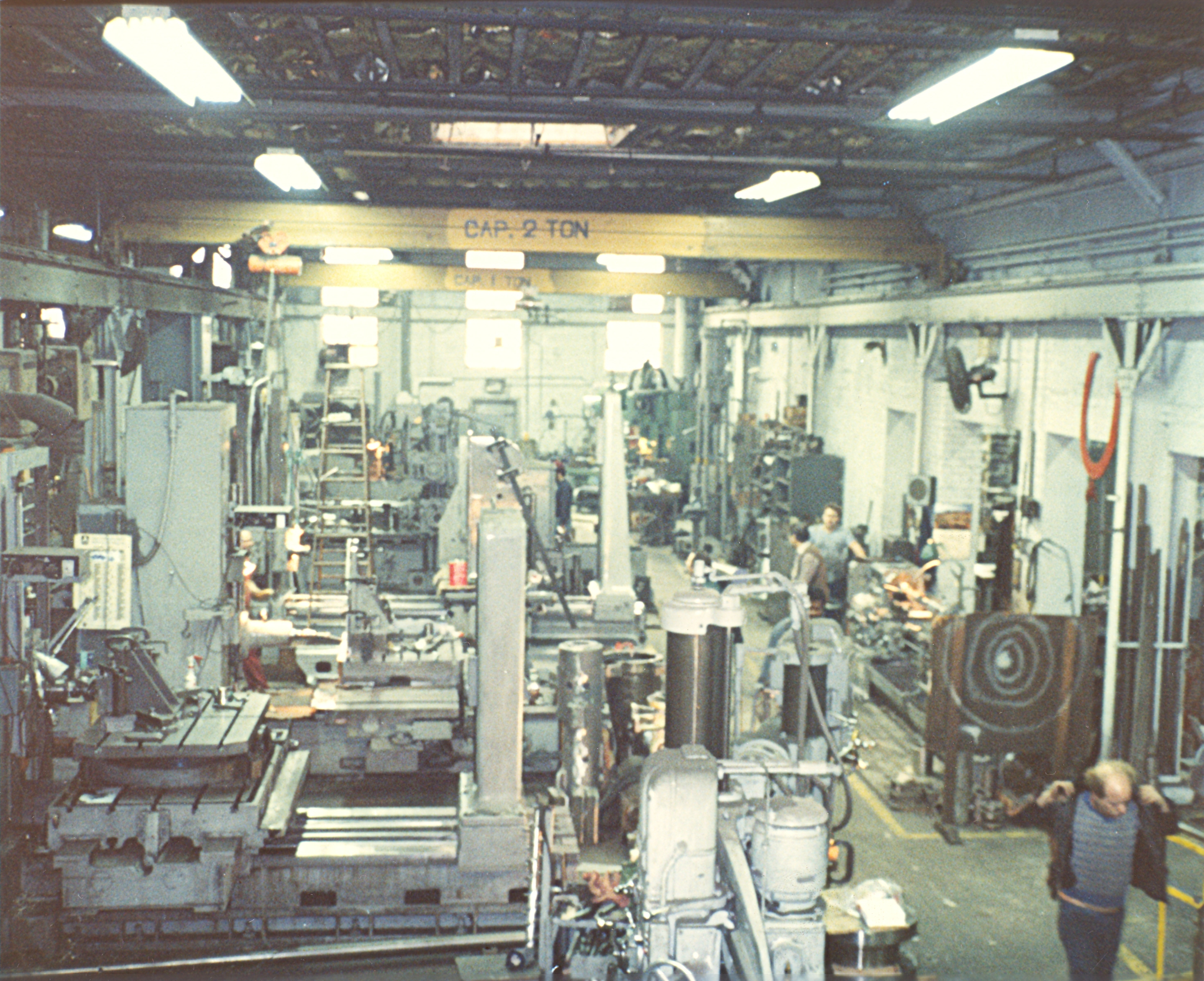
1980年－美國車床廠

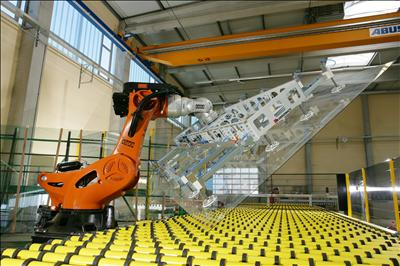
2008年－玻璃製造業：傳送平面玻璃

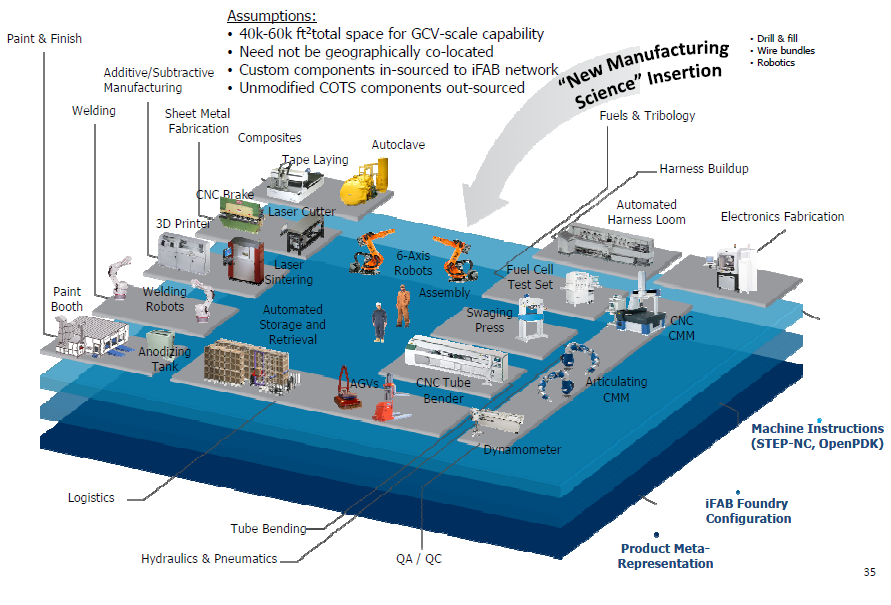
2010年－電腦全自動化彈性工廠

英文里代表「製造」的“manufacture”一詞源於中古法语，出現年代約在西元1567年，原意為「手工」；而法语原词则源自中世纪拉丁语的词根manus（“手”）和factura（“工作”）。「製造業」一詞則出現在西元1683年，其近似詞「生產」也約略出現在15世紀。

### 產業結構變化
- 早期的製造業型態，是由「傳統手工藝工作者」從事產出的行為，學徒會跟隨匠師並擔任其助手，以「師徒制」的方式傳承技藝，在日常工作中學習手工技術和知識。這種引導、傳承技術信息的方式，也使其商業秘密得以受到保護，從而保有特許的製造權利。
- 工業革命前，大多數製造生產是指在郊區、鄉村地帶，以家戶為基礎的經濟活動，利用自然資源自給自足或提昇生活生計的農業生產活動。此時的資本家、企業家透過委託包買（英语：putting-out system）的契作方式，集中數個分散的製造事業單位（即小生產者），並提供原料、生產工具以及統一的產品規格與品質要求，藉由購買「勞動力」組織成企業型態，以僱傭關係打破生產者專門出售自己產品的傳統限制。
- 工業革命後，第二產業大量出現，各種製造業利用機器自動化量產取代以往家庭手工業式的生產，生產線生產力提高也帶領人類生活水平迅速提升。
- 「委託製造生產」是製造業專門化的新型態，也稱為「委託加工」、「代工」，與一般製造業合約承包內容不同的地方是，擁有特定專用生產設備的甲公司，依照乙公司的設計要求處理原物料或半成品，製作乙公司所需生產的半成品或零部件。[2]
- 現代製造業普遍性生產方式有：

1. 存貨生產(BTS)[3]
2. 接單生產(BTO)[3]
3. 自有品牌生產(OBM)
4. 原廠委託設計代工(ODM)
5. 代工生產(OEM)
6. 電子專業製造服務(EMS)

### 製造系統變化
- 即時生產：源自豐田生產方式，利用看板管理減少庫存和成本，改善投資回報。[4]
- 精益生產：減少生產過程中的無益浪費，用以提升並創造客戶的整體經濟價值。[4][5]
- 大量生產：大量買進材料降低成本、協力的生產線簡化流程、上下游垂直整合的策略，提高生產的投資報酬率。[6]
- 預製組件：製成品是由不同地、不同工廠所生產的預製組件，再經加工裝配「組裝合成」最終產品。[7]
- 包裝貼標：好的包裝和標籤設計能幫助產品銷售，例如：酒標、食品營養標示等，除了人工貼合標籤，亦能使用機器協助。[8]。
- 大規模定製：因應客戶個別化需求的同時兼顧量產效益的運營戰略，在生產彈性與成本效率之間取得有效平衡點。[9]
- 彈性製造系統：利用電腦控制安排生產裝配機械無須停線更換，如此能多樣少量生產，以滿足市場變化。[2][10]
- 快速製造：3D列印直接生產零部件成品以降低少量零部件的生產成本。[11]

## 範疇分類
製造業生產時所需的材料、物質或成分等原料，是由農業、林業、漁業、採礦業或採石業以及其他製造活動產出的製成品或產品。產品的實質性變化、革新或重新建構，一般認為屬於製造業的範疇。因此，製造業包括從事將材料、物質或成分，經由物理和化學處理後轉化成新產品活動的事業單位，這也是定義製造業的其中一種通用標準。
製造業的事業生產單位一般稱為生產線（車間）、工廠或製造廠，其特點是它使用動力驅動的機器以及材料裝卸設備。再者，以手工方式或在家庭作坊將材料或物質轉化成新產品的單位，還有向大眾直接銷售而在商品出售場所製作產品的事業單位（如面包店和裁縫鋪等），也都列入其中。製造單位可能自行加工材料，也可能向其他單位簽訂合同取得加工材料。這兩種類型的製造生產單位都列入製造業。一個製造單位的新產品可能是隨時可供使用或消費的成品，也可能是半成品作為再製造時所需的原材料，例如：煉鋁廠的產品是鋁的初級生產的原材料、生鋁是鋁線製造廠的原材料、而鋁線則是線製品製造的原材料。製成品各部分的組裝也都視為製造，這就包括用自產的或從外部購買的零件組裝製成品。
產業分類系統中，製造業和其他業種的界線在某種程度上是模糊的。作為一般規則，製造業的事業單位從事的是將材料轉化成新產品的活動，它們的產出是新的產品。這裡對新產品的定義則在一定程度上帶有主觀性。

### 廢物回收
廢物回收可能涉及到物理或化學變化，例如將事業廢棄物加工成為二次原料的活動，這並非是製造業的一部分，而是歸類為「材料回收」事業。這些活動的首要目的是廢物處理或廢物加工，因此屬於「供水；汙水處理、廢物管理和補救活動」的業種。全新的最終產品（與二次原料對比）的製造仍屬於製造業的範圍，即使其在過程中利用廢物作為原料，例如從廢膠片中回收銀的活動，歸屬於製造業。

### 維修保養
- 一般而言，工業、商業以及類似的機械和設備修理與保養：歸類在製造業中的「機械和設備的修理和安裝」事業。
- 電腦、個人和家庭用品的修理：歸類在「其他服務活動」的業種。
- 汽車的修理：歸類在「批發和零售業；汽車和摩托車的修理」的業種。
- 機械設備組裝和安裝：當作為一種專門活動進行時，則歸類在製造業。[12]

## 產業政策

### 市場經濟
製造業在物質上提供國家基礎設施和軍事國防建設的重要支持，新興技術也增長新的就業機會。同時，大多數製造業也消耗大量的社會資源和環境成本，例如：有害物質可能會使勞動人力面臨健康風險，而危險事業廢棄物的清理成本，可能超過生產其產品所帶來的好處。這些眾所周知的成本，正不斷地通過提高效率、減少浪費、產業共生以及消除有害化學物質來處理和解決。
製造業的負面成本能以法律手段控制。發達國家透過勞動保護法和環境保護法對製造業活動進行規範。在全球範圍內，製造商需要遵守相關勞動法規和繳納「污染稅」，以抵消製造過程中所衍生的環境成本。產業工會和職業公會也曾在勞動工人的權利與工資談判中，扮演著歷史性的腳色和作用。這些勞動與環境保護的相關法令在第三世界可能無法通用。過去幾十年中，以製造業為基礎的行業將業務遷移到「發展中國家」經濟體，其生產成本明顯低於在「發達國家」經濟體。另外，侵權行為和產品品質責任也會對製造產生額外成本。

### 投資發展
針對全球製造業和其投資所進行的趨勢與議題調查報告跟分析結果，歸納出三項關注重點：
- 跨國界的製造技術與產業經濟成長背後，巨大變化的性質和來源。
- 吸引外國直接投資者的利基因素。
- 競爭力。

除此之外，在一系列比較西方和非西方國家的生產製造和投資後，影響製造業發展的顯著關鍵特徵和因素，有幾個重要的案例研究。在美國，雖然美國製造業與其他經濟體相比來說表現良好，若與其他高工資國家的製造業相比，研究表明它的表現並不佳。例如：在2000年至2007年間，六分之一的美國製造業工作機會（共計約320萬人）已經消失。2009年6月26日，通用電氣公司首席執行官傑夫·伊梅特呼籲美國政府將其製造業的就業人數增加到20％，並指稱美國製造業已在某些領域的外包案件過多，而不再是依賴由金融部門和消費者支出所推動的需求。此外，在英國，英國工業團體（EEF）則呼籲重新平衡英國經濟，以減少對金融服務的依賴，並積極推動製造業發展綱領。

## 發展佈局
製造業布局是關乎政府公部門等相關決策單位與人員，對當地工業發展所進行的配置和規划。影響工業布局的主要因素是環境因子，例如：
- 水源：如果水源在河流的上游，具污染性的工業製造則應設置在河流的下游。
- 空氣：污染性的工業製造，一般會布局在最少風的下風處。

各國基於自身擁有的土地、勞動力、資源、環境等要素，個別進行優勢製造業的發展策略與佈局，以下簡要記述各國狀況：

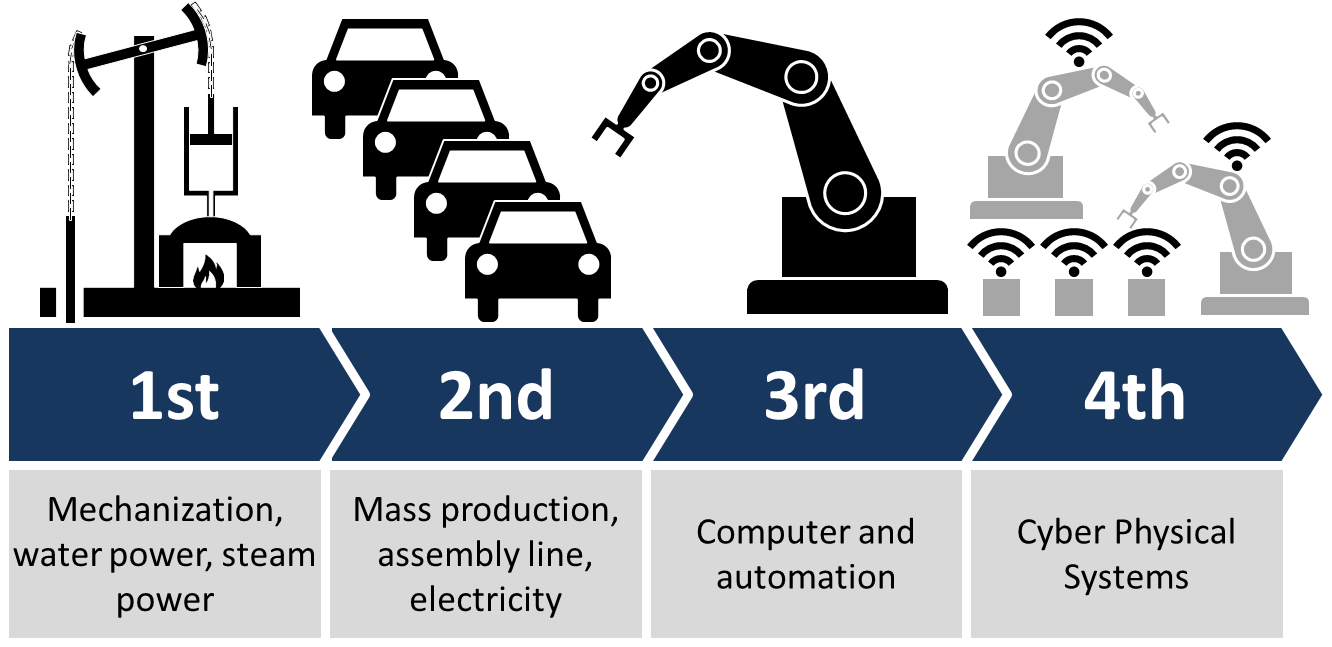
第四次工業革命概念

### 德國
工業4.0或稱生產力4.0，是德國政府提出的高科技計畫，又稱「第四次工業革命」，在2013年納入其《高科技戰略2020》專案，建構具感知意識的智慧型生產，能透過各種大數據分析讓需求客製化，直接生成充分滿足客戶的相關解決方案，用以提昇製造業的電腦化、數位化和智慧型化。

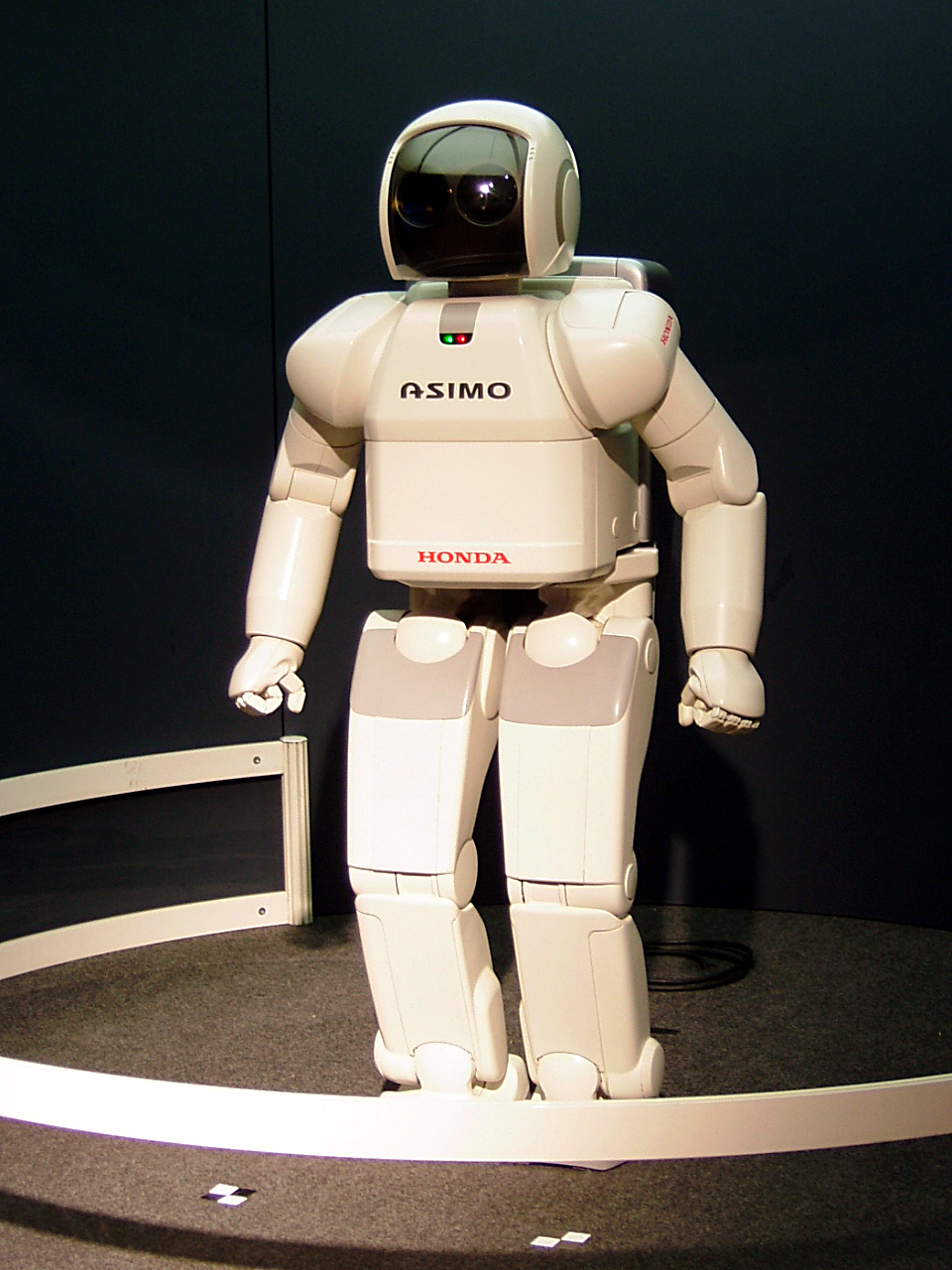
由日本本田技研工业於2000年所开发的类人型机器人ASIMO

### 日本
日本經濟在第二次世界大戰中受到毀滅性打擊，戰後快速復興是自1960年代开始，持续长达30年的高度增长被誉为“日本战后经济奇迹”。从1990年代开始，由于过度投资造成資產膨脹以及证券與房地产市场的「泡沫化」，最終在逾放比過高以及日圓不斷升值下，泡沫經濟崩溃。2002年2月以來日本经济的景氣一直擴大，創下戰後最長的景氣復甦期紀錄。日本是一个自由市场经济体，其科研能力、工業基礎和製造業技術在世界位居前茅，主要工业範圍包括钢铁、汽车、造船、电子电器、化工、纺织和食品加工等，在經歷高速發展後開始面臨一系列嚴峻的日本经济问题：諸如產業空洞化、經濟泡沫化、勞動力不足等。因應日本製造現況與發展，日本政府經濟產業省、厚生勞動省與文部科學省每年共同彙編「製造業白皮書」，內容包含產業問卷調查報告及圖表分析，藉由經驗教訓、經濟數據變化、企業訪問統計資料，結集上百篇企業事例做為參考，檢視日本製造業現況並提供展望，有效收集並利用海量信息的「大數據」分析以及智慧機器人將成為時代所趨。

### 美國
2008年金融危機爆發後，美國開始反省以往輕工業、重金融的做法，努力推進「再工業化」。2011年12月美國商務部國家標準技術研究所成立「國家先進製造項目辦公室」，同時，隸屬美國總統經濟顧問委員會的「白宮製造業政策辦公室」也建立起來，由總統經濟顧問和商務部長共同擔任執行主任，表現出美國當局對「再工業化」戰略上的重視。

### 中國大陆

中华人民共和国对外贸易出口品項的色塊圖

國際市場上售賣的商品很大一部分是中國製造，中國製造業的產值自2010年起就世界第一。不過中國製造業一度依賴外國設備和專業人員，而且在早期以代工和仿製為主的業態中，創新能力、品牌質量水平都處於世界水平之下。根據《中國製造2025》計畫，基本方針以創新驅動、質量為先、綠色發展、結構優化、人才為本的主軸，提高國家製造業工業基礎能力、加強品牌質量、推行綠色製造、調整產業結構、發展服務型製造和生產性服務業、提高國際化發展水平為任務和重點。

### 香港

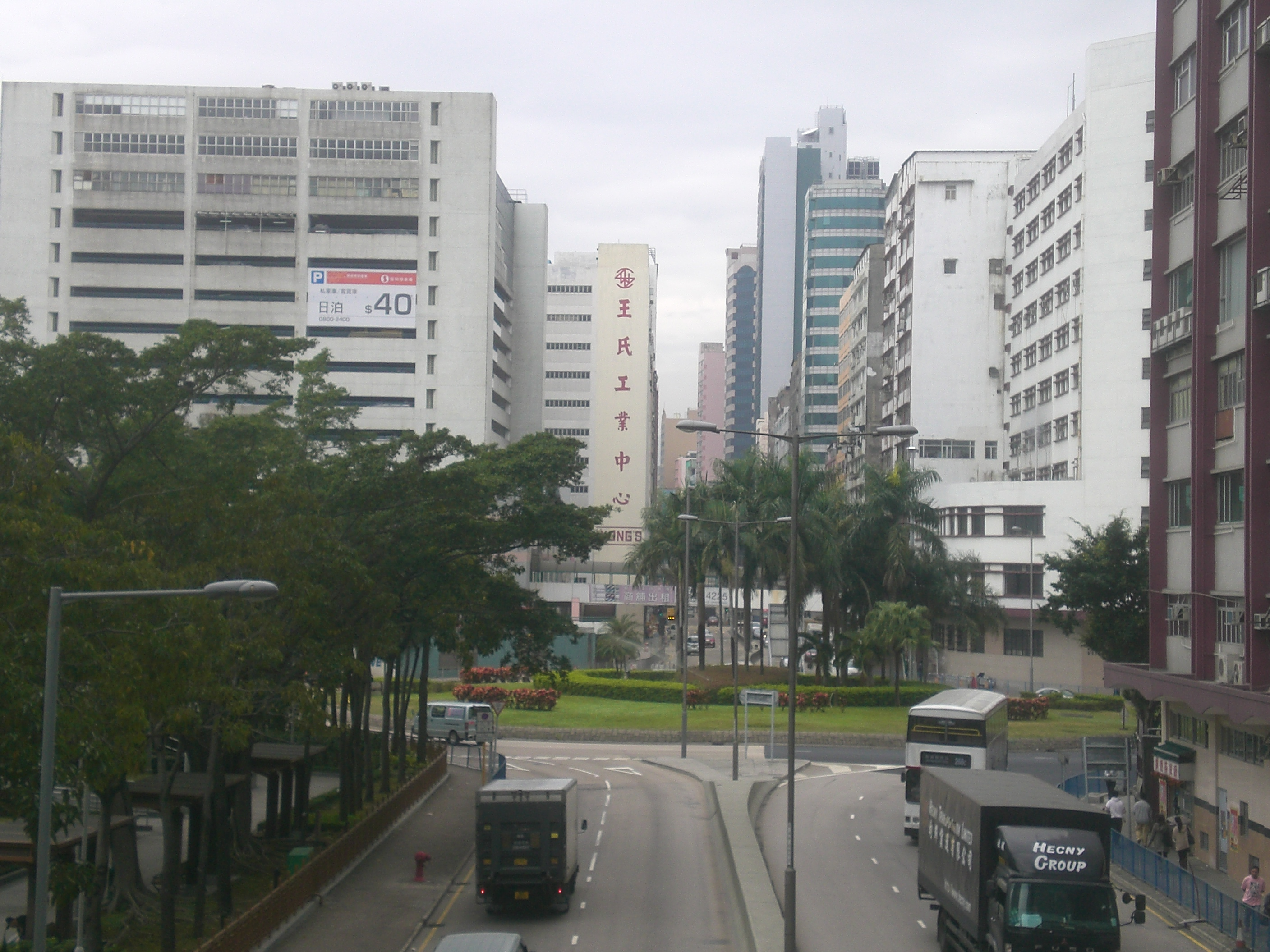
觀塘偉業街兩旁的工廠大廈，典型的香港工業區

香港工業一般僅為低污染、小型機械設備即可投產的勞動密集型工業，多數工廠開設於多層工廠大廈內，形成別具一格的工業區景象。香港地理環境狹窄，加上缺乏生產資源和國際局勢等不利因素，面對極大的競爭和生存壓力。自80年代以來香港工業逐漸式微，工廠北移帶給中國大陸經濟的恢復與鞏固，同時迫使其必須進行第三次經濟轉型，由製造業出口轉為以金融、服務業為主的經濟活動。香港為回應未來科技創新發展，於2001年成立香港科技園公司，發展位於吐露港公路旁的科學園，作為香港21世紀的現代化工業村。

### 台灣
自1980年代的紡織品、塑膠玩具及腳踏車，到1990年代的筆記電腦及電腦晶片，根據2006年的資料，當時世界上80%以上的筆記電腦都是委由台灣製造。「台灣製造」的商品以往在國際間的印象以低價粗糙為主，自1993年起，中華民國經濟部國際貿易局與中華民國對外貿易發展協會為了推廣台灣產品的創新價值形象，進行「台灣精品獎」的全方位選拔活動。之後，中華民國經濟部在2010年時再推動「臺灣製MIT微笑產品驗證制度」，商品形象漸漸好轉。

## 各國產值排行
依世界銀行提供的資料，以下列出以美元計算，製造業產值最高的幾個國家。
| 排名 | 国家/地区    | 总产值（百万美元） | 全球占比 | 资料年份 |
| ---- | ------------ | ------------------ | -------- | -------- |
|      | 全世界       | 16,182,038         | 100%     | 2023     |
| 1    | 中國         | 4,658,782          | 28.79%   | 2023     |
| 2    | 美国         | 2,497,132          | 15.432%  | 2021     |
| 3    | 德国         | 844,926            | 5.221%   | 2023     |
| 4    | 日本         | 818,398            | 5.057%   | 2022     |
| 5    | 印度         | 455,767            | 2.816%   | 2023     |
| 6    |              | 416,389            | 2.573%   | 2023     |
| 7    | 墨西哥       | 360,728            | 2.229%   | 2023     |
| 8    | 義大利       | 354,722            | 2.192%   | 2023     |
| 9    | 法國         | 294,465            | 1.82%    | 2023     |
| 10   | 巴西         | 289,791            | 1.791%   | 2023     |
| 11   | 英国         | 284,063            | 1.755%   | 2023     |
| 12   | 印度尼西亞   | 255,962            | 1.582%   | 2023     |
| 13   | 俄羅斯       | 251,577            | 1.555%   | 2023     |
| 14   | 土耳其       | 215,038            | 1.329%   | 2023     |
| 15   | 愛爾蘭       | 186,525            | 1.153%   | 2023     |
| 16   | 西班牙       | 181,592            | 1.122%   | 2023     |
| 17   | 瑞士         | 160,232            | 0.99%    | 2023     |
| 18   | 沙烏地阿拉伯 | 157,876            | 0.976%   | 2023     |
| 19   | 加拿大       | 149,268            | 0.922%   | 2020     |
| 20   | 波蘭         | 131,712            | 0.814%   | 2023     |
| 21   | 荷蘭         | 130,225            | 0.805%   | 2023     |
| 22   | 泰國         | 128,271            | 0.793%   | 2023     |
| 23   | 阿根廷       | 104,386            | 0.645%   | 2023     |
| 24   | 越南         | 102,628            | 0.634%   | 2023     |
| 25   |              | 97,727             | 0.604%   | 2023     |
| 26   |              | 92,893             | 0.574%   | 2023     |
| 27   | 马来西亚     | 92,117             | 0.569%   | 2023     |
| 28   | 新加坡       | 88,498             | 0.547%   | 2023     |
| 29   | 伊朗         | 82,641             | 0.511%   | 2022     |
| 30   | 奥地利       | 80,816             | 0.499%   | 2023     |
| 31   | 瑞典         | 77,456             | 0.479%   | 2023     |
| 32   | 比利时       | 75,079             | 0.464%   | 2023     |
| 33   | 菲律賓       | 70,896             | 0.438%   | 2023     |
| 34   | 捷克         | 70,732             | 0.437%   | 2023     |
| 35   | 埃及         | 59,642             | 0.369%   | 2023     |
| 36   | 委內瑞拉     | 58,237             | 0.36%    | 2014     |
| 37   | 丹麦         | 56,283             | 0.348%   | 2023     |
| 38   | 奈及利亞     | 55,742             | 0.344%   | 2023     |
| 39   | 波多黎各     | 53,769             | 0.332%   | 2023     |
| 40   | 以色列       | 49,658             | 0.307%   | 2021     |
| 41   | 阿联酋       | 49,317             | 0.305%   | 2022     |
| 42   | 南非         | 48,809             | 0.302%   | 2023     |
| 43   | 羅馬尼亞     | 47,923             | 0.296%   | 2023     |
| 44   | 巴基斯坦     | 45,936             | 0.284%   | 2023     |
| 45   | 芬兰         | 44,966             | 0.278%   | 2023     |
| 46   | 哥伦比亚     | 39,595             | 0.245%   | 2023     |
| 47   | 匈牙利       | 36,403             | 0.225%   | 2023     |
| 48   | 葡萄牙       | 34,296             | 0.212%   | 2023     |
| 49   |              | 32,148             | 0.199%   | 2023     |
| 50   | 智利         | 30,889             | 0.191%   | 2023     |

## 工程理論
- 科學管理
- 福特主義

## 製程管控
- 管理學
  - 全面品質管理（TQM）
- 质量控制
  - 六標準差